# Goczałkowo
Goczałkowo – wieś w Polsce położona w województwie wielkopolskim, w powiecie gnieźnieńskim, w gminie Niechanowo. Od północy sąsiaduje z Gnieznem.
W latach 1975–1998 miejscowość administracyjnie należała do województwa poznańskiego.
Zobacz też: Goczałków